# Giroussens
Giroussens är en kommun i departementet Tarn i regionen Occitanien i södra Frankrike. Kommunen ligger i kantonen Lavaur som tillhör arrondissementet Castres. År 2022 hade Giroussens 1 543 invånare.

## Befolkningsutveckling
Antalet invånare i kommunen Giroussens
| Referens: INSEE |